# علارود
علارود یک روستا در ایران است که در دهستان چورزق واقع شده‌است. علارود ۱۷۰ نفر جمعیت دارد.